# Сімон Люжьє
Сімон Люжьє (фр. Simon Lugier, нар. 2 серпня 1989, Кутанс, Франція) — французький футболіст, воротар клубу «Булонь» та національної збірної Французької Гвіани.

## Клубна кар'єра
У дорослому футболі дебютував 2009 року виступами за команду клубу «Шербур», в якій провів чотири сезони. 
Своєю грою за цю команду привернув увагу представників тренерського штабу клубу «Авранш», до складу якого приєднався 2013 року, та, за який відіграв наступні два сезони своєї ігрової кар'єри.
До складу клубу «Сан-Мало» приєднався 2015 року. Відтоді встиг відіграти за нього 40 матчів в національному чемпіонаті.

## Виступи за збірну
2014 року дебютував у складі національної збірної Французької Гвіани в матчі проти Барбадосу.
У складі збірної був учасником розіграшу Золотого кубка КОНКАКАФ 2017 року у США.